# Panelle

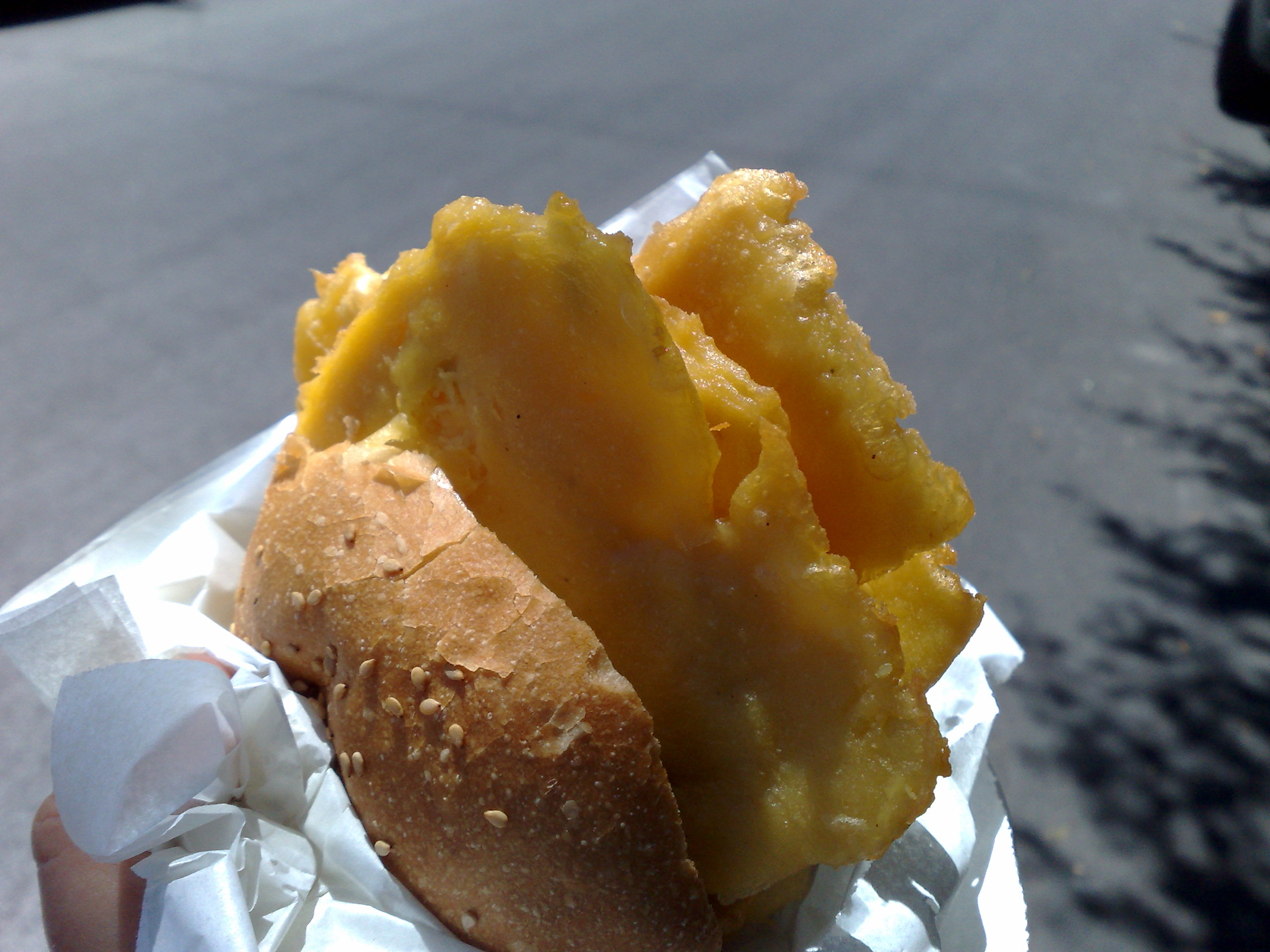
Sandwich aux panelle.

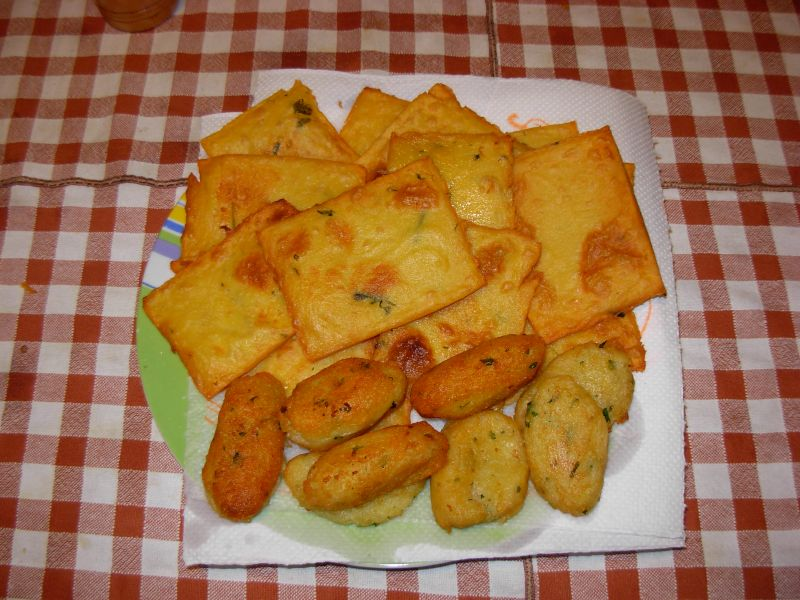
Panelle (en haut) et crocchè.

Les panelle,  panelle di ceci (ou paneddi en sicilien) sont un plat italien de la ville de Palerme, une sorte de beignet salé à base de farine de pois chiches.

## Histoire
Il est probable que les panelle soient d'origine arabe.

## Description
Les panelle sont une des spécialités gastronomiques « de rue » de la province sicilienne de Palerme, également connues dans celles de Trapani, Agrigente et Caltanissetta. Elles sont préparées en cuisant de la farine de pois chiches et de l'eau salée, pour former une pâte dense qui est aussitôt étalée à chaud en une fine couche de quatre à cinq millimètres sur un support lisse en bois ou de marbre. Refroidie, la pâte est découpée en rectangles ou en disques d'une dizaine de centimètres de diamètre, qui sont passés dans une friture chaude ou au four.

## Utilisation
On sert habituellement trois ou quatre de ces beignets au milieu de petits pains ronds et frais aux graines de sésame, avec un peu de sel et éventuellement quelques gouttes de jus de citron. Ils peuvent aussi être servis dans un rouleau comme un sandwich.

## Recette
Pour préparer les panelle siciliennes, la farine de pois chiches est mélangée avec de l'eau, du sel et du poivre, puis cuite jusqu'à ce qu'elle forme une pâte épaisse. Cette pâte est ensuite étalée sur une plaque et refroidie avant d'être coupée en morceaux et frite dans de l'huile chaude jusqu'à ce qu'elle soit dorée et croustillante.